# Penne all’arrabbiata

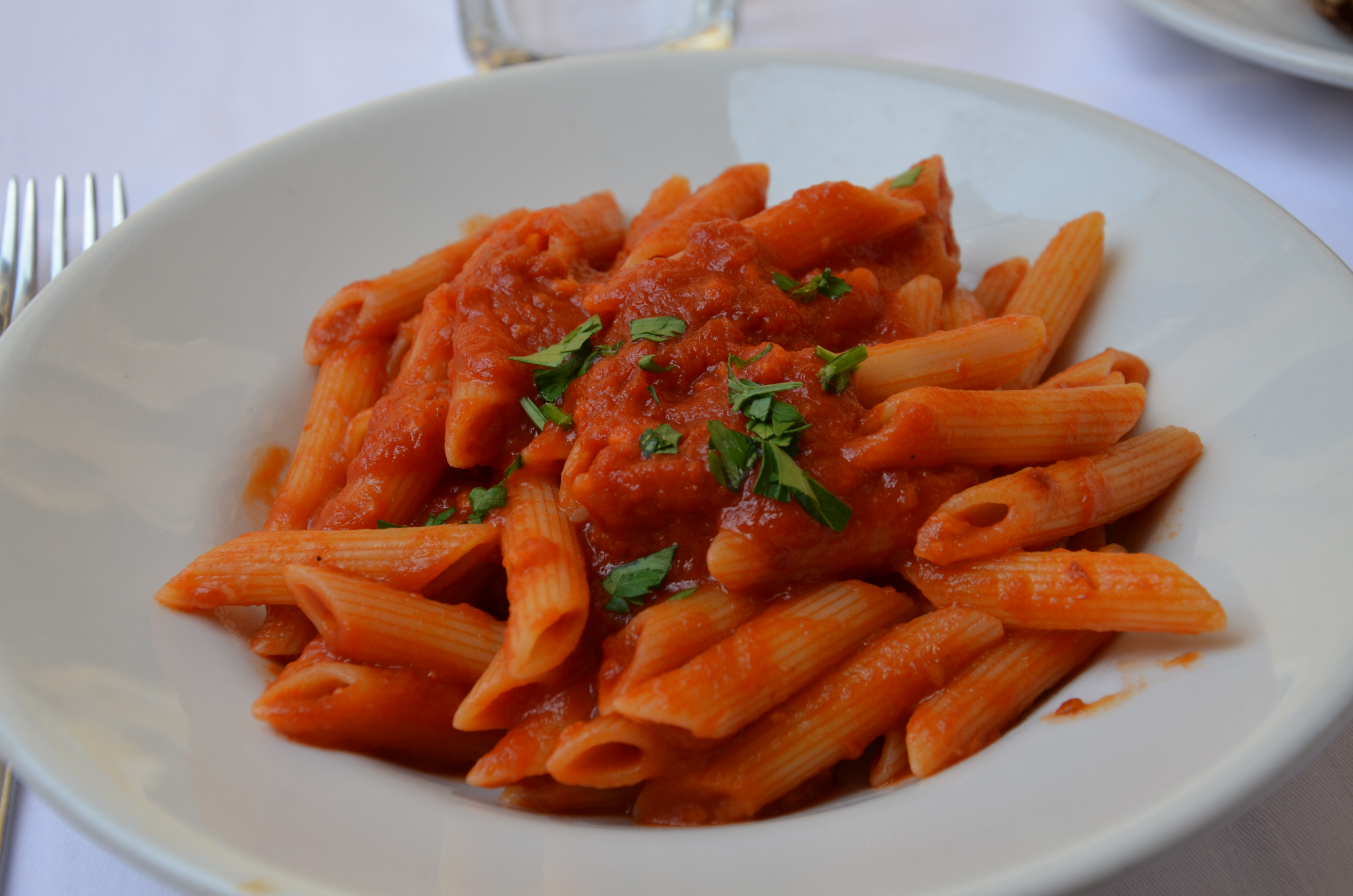
Penne all’arrabbiata.

Penne all’arrabbiata oder all’arabbiata (im römischen Dialekt; zu deutsch „Nudeln auf scharfe Art“) ist ein traditionelles Pastagericht aus Latium und insbesondere aus Rom. Der Name stammt vom scharfen Geschmack im Vergleich zu anderen italienischen Pastasaucen.

## Herkunft des Namens
Der Name leitet sich von dem Romanesco-Adjektiv arabbiato ab, das eine Eigenschaft (in diesem Fall Schärfe) bezeichnet, die bis zum Exzess getrieben wird: In Rom wird nämlich jedes Essen, das in einer Pfanne mit viel Öl, Knoblauch und Chili gekocht wird (z. B. Broccoli arabbiati), als arabbiato bezeichnet.

## Geschichte
Die Erfindung des Gerichts geht auf die 1950er und 1960er Jahre zurück, als in der römischen Küche scharfe Geschmäcker in Mode waren. Das Gericht wurde in verschiedenen Spielfilmen thematisiert, darunter in Das große Fressen (La grande bouffe) von Marco Ferreri, in Roma von Federico Fellini, in 7 chili in 7 giorni von Carlo Verdone sowie in der Serie Spätzle arrabbiata oder eine Hand wäscht die andere von Peter Evers.

## Eigenschaften
Zur Zubereitung wird Knoblauch sehr fein gewiegt und in Olivenöl gedünstet, bis er Farbe annimmt. Dann werden gehäutete, entkernte und gewürfelte Tomaten sowie eine Chilischote hinzugefügt und einige Minuten durchgekocht. Die Chilischote kann entweder zerkleinert oder im Ganzen angeritzt hinzugegeben werden. Ganze Chilischoten können vor dem Servieren wieder aus der Sauce entfernt werden. Schließlich kommen halbfertig gegarte Penne dazu, und die Nudeln werden unter behutsamem Rühren in der Sauce fertig gegart. Serviert werden Penne all’arrabbiata mit geriebenem Pecorino. Wenn andere Nudelarten benutzt werden, spricht man je nachdem z. B. von Spaghetti all’arrabbiata, Maccheroni all’arrabbiata oder Pennette all’arrabbiata.
Am 22. August jeden Jahres wird in Ponte Alto (ein Weiler in der Provinz Rieti) das Fest der Penne all’arrabbiata (Sagra delle penne all’Arrabbiata) gefeiert.